# Kaltenkirchener Bank
Die Kaltenkirchener Bank eG war eine Genossenschaftsbank in Schleswig-Holstein. Ihr Hauptsitz befand sich in Kaltenkirchen im Kreis Segeberg. Ihr Geschäftsgebiet umfasste die umliegende Region sowie die Gemeinden Hartenholm und Todesfelde, in denen jeweils eine Geschäftsstelle unterhalten wurde.

## Geschichte
Gegründet wurde die ehemalige „Kaltenkirchener Spar- und Leihcasse“ im Kirchspiel Kaltenkirchen am 13. Februar 1848. Der Rechtsaufbau der Spar- und Leihcasse glich damals dem einer Genossenschaft. Am 10. Januar 1899 wurde aus der Privat-Sparkasse „Kaltenkirchener Spar- und Leihcasse“ eine Genossenschaft: „Kaltenkirchener Spar- und Leihkasse, eingetragene Genossenschaft mit unbeschränkter Haftpflicht“.
1949 wurde das heutige Grundstück Am Bahnhof 5 gekauft. Bis zu diesem Zeitpunkt hatte das Unternehmen wechselnde Kassenlokale.
Am 6. März 1956 wurde die Änderung der Firmenbezeichnung in „Spar- und Darlehenskasse“ (mit unbeschränkter Haftung = eGmuH) vollzogen. Im Jahre 1961 wurde die Haftform in „Spar- und Darlehenskasse mit beschränkter Haftung“ geändert. In den Jahren 1962 und 1970 wurden die Geschäftsräume renoviert und durch einen Erweiterungsbau mehr als verdoppelt. Im Jahre 1979 entschloss man sich zu einem Neubau, und es entstand das heutige Bankgebäude, das in den Jahren 1997 und 2008 erneut erweitert wurde. Im Jahre 1993 gab es einen Führungswechsel bei der Raiffeisenbank. Bankdirektor Günter Hardekopf, der das Unternehmen über 31 Jahre führte, ging in den Ruhestand und der heutige Vorstandsvorsitzende, Johann Fuhlendorf, wurde neuer Bankdirektor.
Seit 1996 betreibt die Raiffeisenbank das Immobiliengeschäft in Eigenregie. Im Juli 2011 wurde die Immobilienabteilung in die neuen Räumlichkeiten Am Markt 2 verlegt.
Im Juni 1998 fusionierte das Unternehmen mit der Raiffeisenbank Hartenholm und erweiterte somit sein Geschäftsgebiet um die Orte Hartenholm, Hasenmoor und Todesfelde mit jeweils einer Geschäftsstelle. Am 16. Januar 1999 feierte die Raiffeisenbank eG Kaltenkirchen das 100-jährige Jubiläum als Genossenschaftsbank und ihr 150-jähriges Bestehen. 2009 erfolgte der Umbau und die Modernisierung der Geschäftsstelle in Hartenholm. Im gleichen Jahr fand der Umzug der Geschäftsstelle Todesfelde in die neuen Räumlichkeiten im Ortskern statt. Im Jahr 2017 wurde die Hauptstelle in Kaltenkirchen umgebaut und modernisiert.
Die Raiffeisenbank eG Kaltenkirchen war zum einen die älteste Bank im Ort, zum anderen die einzige Bank mit ihrem Hauptsitz in Kaltenkirchen. Als Zeichen der Verbundenheit mit ihrem Ort beschloss daher die Mitgliederversammlung im Jahre 2010 die Namensänderung in „Kaltenkirchener Bank eG“.
Im Jahr 2020 erfolgte die Fusion mit der Föhr-Amrumer Bank eG zur Vereinigte VR Bank eG. Sitz der fusionierten Bank ist Wyk auf Föhr.

## Verbundpartner
- Bausparkasse Schwäbisch Hall
- R+V Versicherung
- Union Investment
- Münchener Hypothekenbank
- EasyCredit
- VR Leasing
- DZ Hyp
- DZ-Bank